# Phorum
Phorum — бесплатный веб-форум с открытым исходным кодом, разработанный на скриптовом языке PHP..

## Особенности
Одним из отличий этого движка от аналогов является поддержка как иерархического, древовидного отображения хода дискуссии на форуме (как, например, в Drupal), так и классического «плоского» форума. В качестве базы данных он может использовать как MySQL, так и PostgreSQL. В Phorum встроены достаточно мощные средства модерации.
Другой важной особенностью Phorum является его модульная архитектура. Он может быть легко расширен за счёт плагинов. Разработчикам таких плагинов доступна качественная документация на английском языке, включающая руководство разработчика Архивная копия от 11 июля 2009 на Wayback Machine, справочник по API Архивная копия от 2 марта 2010 на Wayback Machine а также справочник по API слоя базы данных Архивная копия от 26 июля 2009 на Wayback Machine.

## История
История Phorum началась в апреле 1998 года, когда Brian Moon разработал три скрипта для сайта dealmac.com. После трёхнедельного тестирования код был опубликован под названием WebThreads, но, как оказалось, это имя уже было занято аналогичным по назначению продуктом. Имя Phorum родилось как комбинация слов «PHP» и «forum». Первоначально продукт выпускался под GPL, которая была потом заменена более мягкой лицензией в стиле BSDL.
В ходе развития сайта dealmac.com Brian Moon разработал Phorum 2.0 и Phorum 3.0. При работе над 3-й версией ему также помогал Jason Birch (Bar-None Drinks Архивная копия от 11 октября 2010 на Wayback Machine). В 2000 к команде разработчиков присоединился Dan Langille Архивная копия от 20 апреля 2010 на Wayback Machine, который занялся поддержкой PostgreSQL кода. В 2001, Thomas Seifert (MySnip.de) реализовал встроенную в Phorum систему управления пользователями (ранее использовалась внешняя).
Версия 4 никогда не была выпущена, Брайан и Томас сразу перешли к версии 5, основными направлениями развития которой стали производительность и расширяемость. В сентябре 2005, Maurice Makaay (Gitaar.net Архивная копия от 22 апреля 2021 на Wayback Machine) присоединился к Phorum team, привнеся с собой простую в использовании систему отправки сообщений и код, улучшающий подсистему модулей. Подсистема модулей обеспечила гибкий способ расширения и настройки под нужды конкрктных сайтов, множество возможностей было реализовано в виде подключаемых модулей.
Текущая стабильная ветка — Phorum 5.2.x.  При переходе от 5.1 к 5.2 было произведено множество изменений, включая новый шаблон и дополнения к документированному API для разработки новых приложений на базе Phorum.
Phorum используется, к примеру, на официальном форуме MySQL — forums.mysql.com Архивная копия от 19 ноября 2010 на Wayback Machine.